# Operazione Corporate
L'operazione Corporate fu la riconquista britannica delle isole Falkland durante la guerra delle Falkland.

## Presupposti
Dopo l'invasione argentina, a fronte dell'opinione pubblica nel Regno Unito, che sosteneva in buona parte l'intenzione del proprio governo di riprendere il controllo delle isole, l'opinione internazionale era piuttosto divisa.
Per alcuni, il Regno Unito si presentava come una ex potenza coloniale, che cercava di mantenere una colonia distante sottraendola ad un potere locale: questo era per altro il messaggio suggerito dagli argentini sin dall'inizio.
Altri sostenevano il Regno Unito fosse una democrazia stabile che aveva subito un attacco da una dittatura militare. La diplomazia inglese suggeriva che gli isolani delle Falkland avevano il diritto di usare il principio di autodeterminazione ed esibiva un'apparente buona volontà verso il compromesso, al punto che il segretario generale delle Nazioni Unite si disse stupito dell'apertura del Regno Unito.
L'Argentina però rifiutò l'approccio britannico, basando i propri argomenti sul diritto al territorio sviluppato prima del 1945 e la creazione dell'ONU.
Molti membri dell'ONU si resero conto che, se pretese territoriali così vecchie potevano risorgere, e delle invasioni di terre potevano essere permesse senza reagire, allora neanche i propri confini sarebbero stati al sicuro. Così il 3 aprile il Consiglio di Sicurezza dell'ONU passò la risoluzione 502, chiedendo il ritiro delle truppe argentine dalle isole e la cessazione delle ostilità.
Il 10 aprile la Comunità Economica Europea approvò delle sanzioni economiche contro l'Argentina. Tali sanzioni della durata di un mese furono successivamente approvate con l'esclusione di due paesi membri su 10, che, pur non sostenendo l'Argentina, preferirono non aderire alle sanzioni. L'Italia non aderì per evidenti motivi di opportunità, legati alla massiccia presenza di cittadini italiani o discendenti di italiani tra la popolazione argentina, e l'Irlanda per via del diffuso sentimento anti-britannico relativo anche alla questione dell'Ulster (considerato allora come territorio irlandese occupato dai britannici).
Il presidente Ronald Reagan e l'amministrazione degli Stati Uniti non emisero condanne diplomatiche, ma fornirono sostegno di spionaggio ai militari britannici. La posizione degli stati sudamericani era quasi unanimemente a favore dell'Argentina, eccettuato il Cile col quale esisteva l'attrito dovuto al conflitto del Beagle, e sul quale pendeva l'operazione Soberanía da parte argentina. A questo punto la decisione venne presa, le Falkland sarebbero state riprese con la forza. Non poco contribuì a questa decisione il parere di Sir Henry Leach, all'epoca Primo Lord del Mare e Capo di Stato Maggiore della Royal Navy, che, su una esplicita richiesta del Primo Ministro riguardo alla possibilità di riprendersi le isole, disse: "Sì, possiamo riprendercele", aggiungendo poi: "E dobbiamo".
Alla richiesta di spiegazioni della Thatcher egli rispose: "Perché se non lo facciamo, in pochi mesi vivremo in un paese diverso la cui parola non conterà niente". I britannici chiamarono la contro-invasione Operation Corporate. Quando la task force lasciò la Gran Bretagna, il giornale americano Newsweek scrisse in copertina The Empire Strikes Back! ("L'impero colpisce ancora!") utilizzando il titolo di un celebre film. Nonostante tutto, l'ONU reiterava la richiesta di una soluzione pacifica con la risoluzione 505 del 26 maggio 1982.
Comunque il compito delle forze armate britanniche non si presentava facile, vista la massiccia riduzione del potenziale bellico della Royal Navy affrontata nel decennio dal 1970 al 1980, in cui l'ultima vera portaerei, la Ark Royal, era stata radiata. Anche la forza anfibia era ad un passo dallo smantellamento. Il concetto che aveva accompagnato la transizione della forza navale da flotta autonoma con il compito di difendere l'Impero Britannico a flotta integrata nel potenziale NATO col compito di proteggere le linee di comunicazione nel Nord Atlantico, con spiccati compiti antisommergibile, aveva privato quasi totalmente la Royal Navy della sua componente aerea, eccettuati i Sea Harrier, che però non erano considerati validi strumenti di attacco ma solo di intercettazione dei ricognitori a lungo raggio sovietici come il Tupolev Tu-95. Pertanto, mancando un caccia imbarcato e non essendo le isole raggiungibili dai caccia basati a terra della Royal Air Force, si riteneva che la flotta non potesse fronteggiare la minaccia degli oltre 200 aerei da combattimento argentini.

## Le forze in campo a disposizione
Nell'elenco sotto specificato alcune delle navi inglesi di appoggio sono indicate genericamente raggruppandole per tipologia di appartenenza e consistenza numerica; è il caso del naviglio civile requisito per l'occasione e delle cisterne e rifornitori di squadra.

## La task force britannica

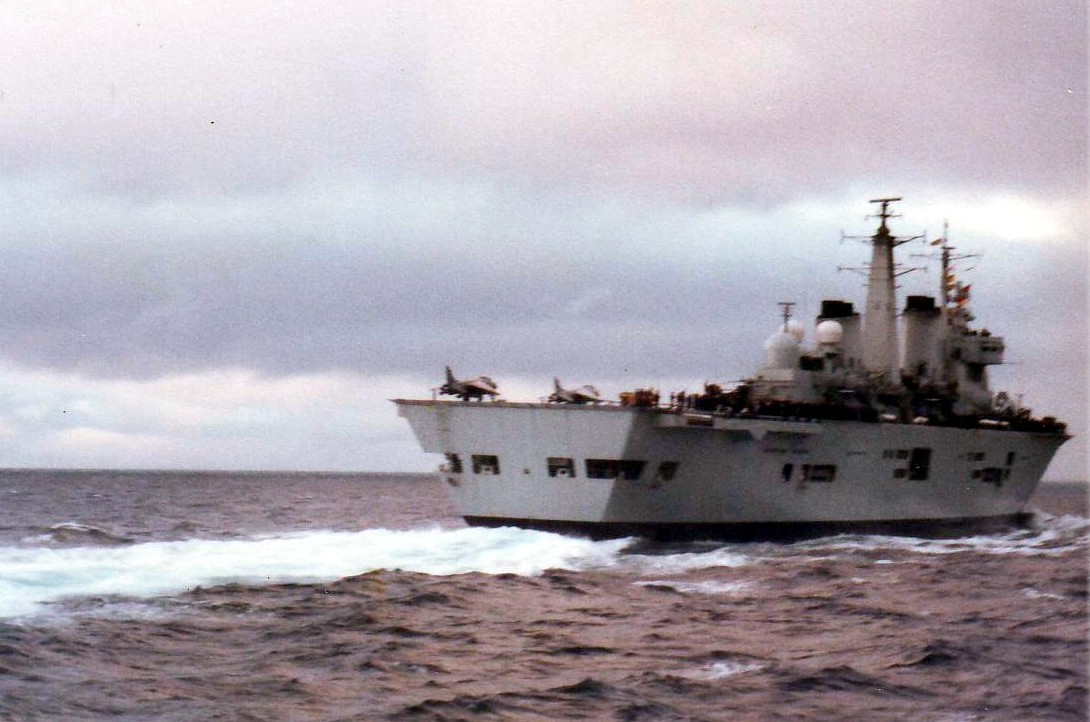
La HMS Invincible, ammiraglia della task force, nella zona di esclusione totale nel 1982; questa foto sarebbe stata scattata dopo il presunto riuscito attacco aereo argentino, a dimostrazione della mancanza di danni sul lato di dritta.

I britannici furono veloci ad organizzare una pressione diplomatica contro l'Argentina ed a causa della grande distanza tra le Falkland ed il Regno Unito, si affidarono ad una task force navale, centrata sulle portaerei HMS Hermes e HMS Invincible comandate dall'ammiraglio John "Sandy" Woodward. Questa task force avrebbe dovuto essere autosufficiente e capace di proiettare la propria forza d'attacco lungo l'area litoranea delle isole. A comporla, in aggiunta alle due portaerei, buona parte delle navi da guerra d'altura, dalle fregate Type 12, Type 21 e Type 22, ai cacciatorpediniere Type 42. In particolare le due allora nuovissime fregate Type 22, la Broadsword e la Brilliant ebbero il loro banco di prova operativa, mentre la portaerei HMS Illustrious, appena consegnata, fece le sue prove in mare durante il viaggio per le Falkland raggiungendo la flotta subito dopo la fine delle operazioni.
Un secondo componente fu la spedizione di assalto anfibio, comandata dal commodoro M.C. Clapp RN. Contrariamente a ciò che si potrebbe credere, l'ammiraglio Woodward non comandava la spedizione del commodoro Clapp. Di essa facevano parte, oltre alle navi della marina britannica HMS Fearless e HMS Intrepid, la nave mercantile Atlantic Conveyor con un carico di elicotteri e materiale per piste di atterraggio di fortuna; quest'ultima verrà affondata da missili Exocet argentini. Inoltre seguivano la flotta le navi logistiche da sbarco RFA Sir Tristram e RFA Sir Galahad. La Sir Tristram verrà anch'essa gravemente danneggiata dalle bombe argentine.
Le forze imbarcate comprendevano la 3ª Brigata Commando di Royal Marines (costituita dal 42º e 45º Commando e rinforzata da 2º e 3º Para, dove Para è l'abbreviazione britannica per indicare i battaglioni paracadutisti facenti parte del Parachute Regiment (il reggimento paracadutisti erede delle tradizioni dei red devils che combatterono ad Arnhem) e la 5ª Brigata di Fanteria (costituita da Welsh Guard, Scots Guard e Gurka). Sia Clapp sia Woodward riferivano direttamente al Comandante della Flotta in Capo, l'ammiraglio Sir John Fieldhouse, in Gran Bretagna, che era soprattutto comandante dell'operazione. Per mantenere il naviglio neutrale al di fuori della zona durante la guerra, il Regno Unito dichiarò un'area di esclusione totale nel raggio di 200 miglia nautiche (370 km) intorno alle Falkland, prima di dare inizio all'operazione.

### L'avvio della campagna

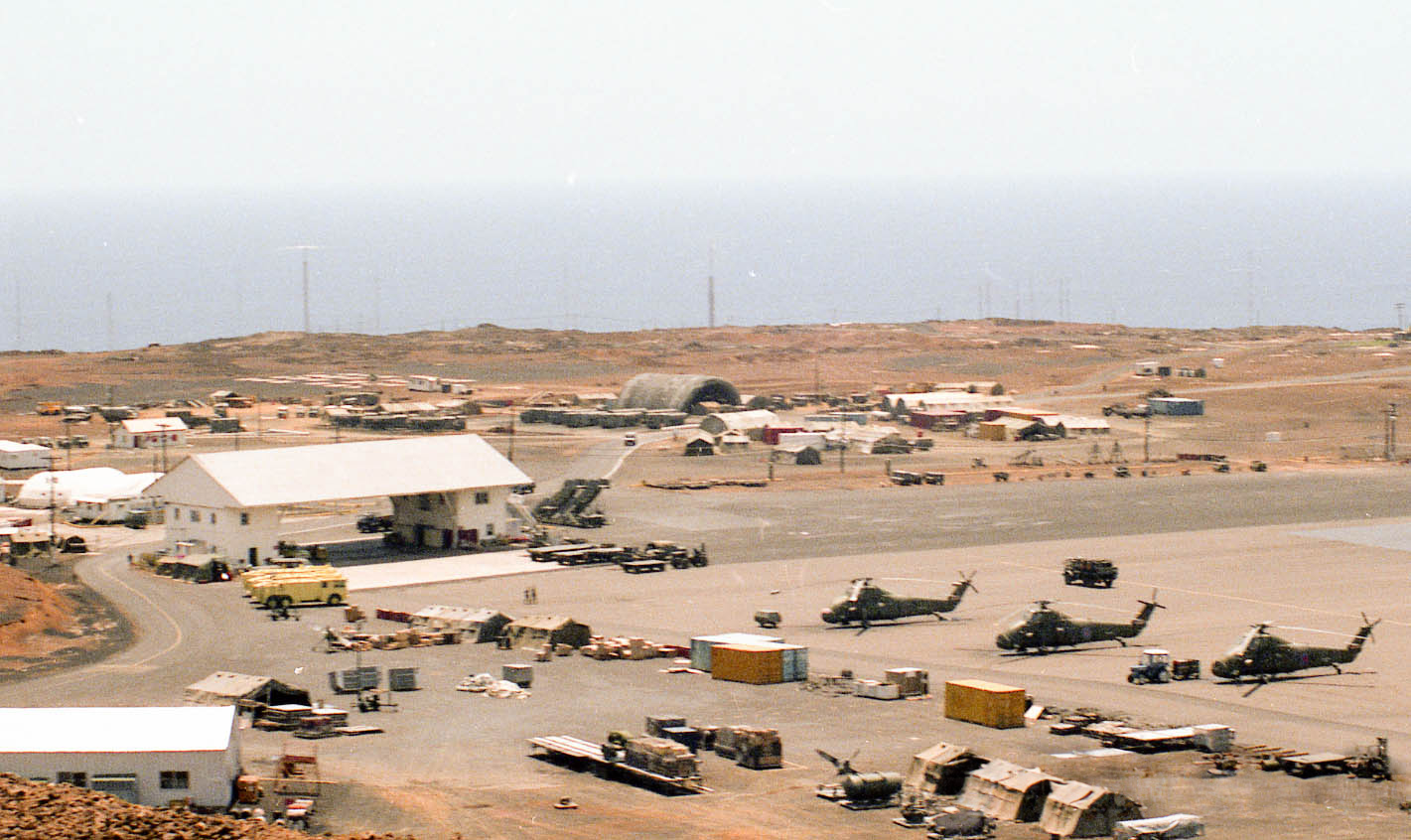
L'aeroporto di Wideawake sull'Isola di Ascensione come si presentava nel 1983, l'anno dopo della guerra; in evidenza parecchi elicotteri Westland Wessex con i contrassegni della RAF

Le operazioni belliche durarono dal 19 aprile, data dell'arrivo nell'area del sottomarino HMS Conqueror al 20 giugno, data della resa di Port Stanley. La flotta britannica dovette affrontare varie emergenze per poter avere piena operatività. Ad esempio la nuova portaerei Invincible dovette sostituire il gruppo riduttore di uno degli alberi motori, nel minuscolo porto dell'Isola di Ascensione, senza attrezzature specializzate, mentre il cacciatorpediniere Antrim dovette ricevere d'urgenza ricambi per il suo sistema informatico, la HMS Sheffield dovette effettuare manutenzioni urgenti essendo in mare da oltre tre mesi senza un raddobbo; gli elicotteri in volo costante per trasferire materiale tra le varie navi della squadra, formatasi in Atlantico con navi provenienti dall'Inghilterra e da una esercitazione a Gibilterra e con vari ricambi portati dalle navi logistiche della Royal Fleet Auxiliary, dovettero essere messi a terra dopo incidenti di minore entità. Ad un certo momento vi furono due zone di esclusione proclamate dai britannici, una attorno alle Falkland ed un'altra attorno alla flotta, che ovviamente si sarebbero sovrapposte solo a regime e non totalmente, con modalità differenti a causa dei contatti diplomatici ancora in essere.

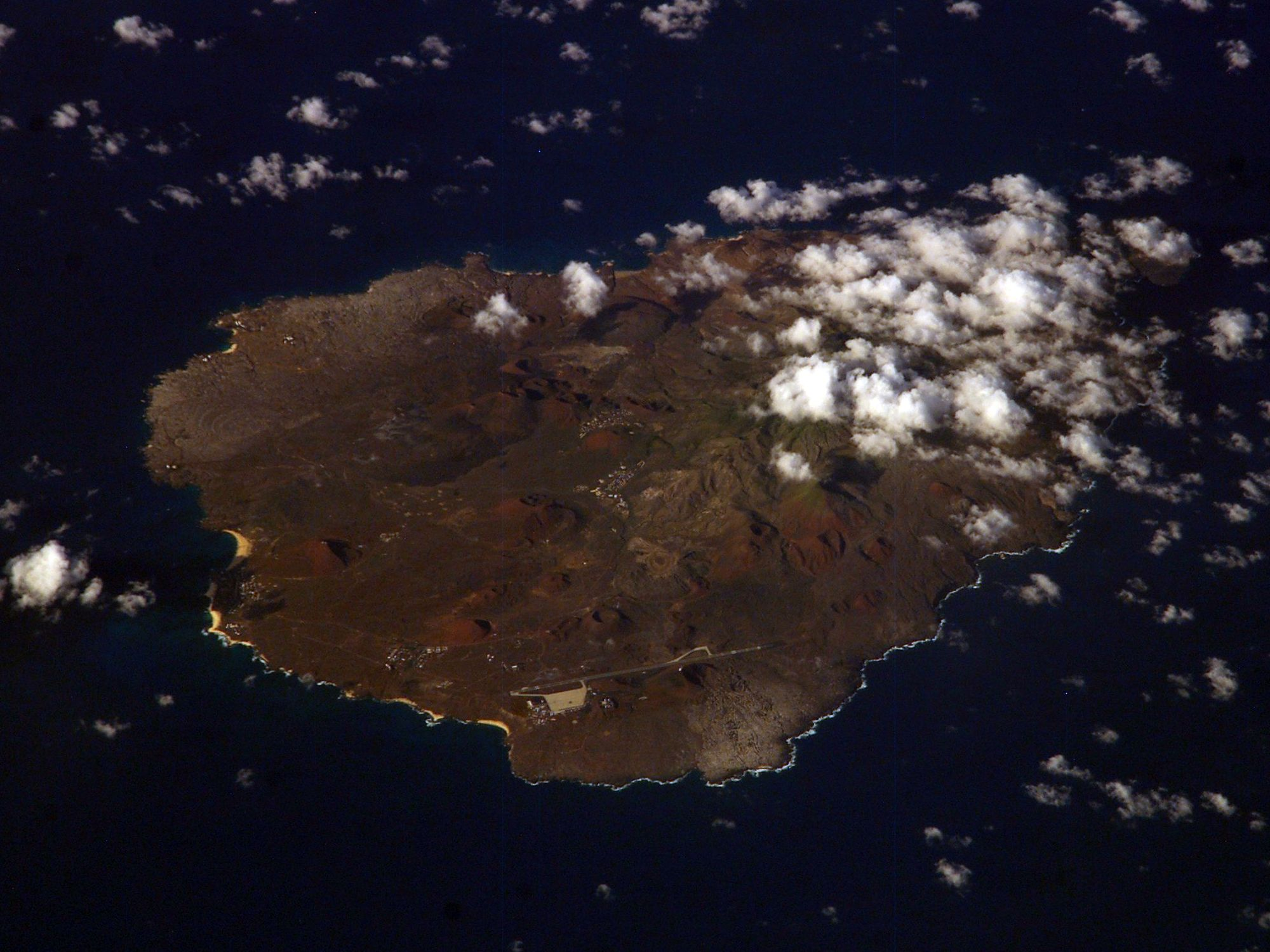
Una mappa satellitare dell'Isola di Ascensione, l'aeroporto visibile in basso al centro. Non esiste un vero porto con riparo per le navi, ma solo l'approdo di Georgetown, il capoluogo

Molto materiale arrivò sulla pista dell'Isola di Ascensione, sebbene all'inizio con qualche problema dovuto al fatto che pur essendo l'isola britannica la pista di aviazione era parte della base affittata agli Stati Uniti per ospitare una stazione di monitoraggio del traffico di segnali satellitari. Il colonnello dell'USAF comandante la base ricevette poi l'ordine di fornire cooperazione ma di "non farsi beccare mentre lo faceva". Durante la preparazione dell'operazione di riconquista, per un breve periodo quello dell'Isola di Ascensione fu uno degli aeroporti più trafficati del mondo. I contributi più salienti offerti agli inglesi dalla NATO consistettero nella cessione di fotografie satellitari, informazioni di spionaggio e nella fornitura dell'ultimo modello di missile aria-aria Sidewinder L (Lima) ad infrarossi con capacità di attacco frontale. Margaret Thatcher affermò che "senza i jet Harrier e la loro immensa manovrabilità, equipaggiati con l'ultima versione dei missili Sidewinder, fornitici dal Segretario della Difesa Statunitense Caspar Weinberger, non saremmo riusciti a riconquistare le Falkland".
L'arrivo della flotta britannica venne monitorato il 21 aprile in pieno Atlantico, da un Boeing 707 argentino appartenente alla 1 Brigada Aerea, Grupo 1 de Transporte, Escuadron II, che sebbene intercettato da uno Harrier britannico, non venne abbattuto per ragioni diplomatiche, visto che erano ancora in essere trattative tra i due paesi. Il giorno dopo era stato concesso al comandante della Task Force il permesso di abbattere qualunque aereo considerato ostile nella zona di esclusione, ma sebbene vi furono contatti radar a lunga distanza e nonostante dei tentativi di intercettazione , nessun aereo entrò nel raggio di azione delle pattuglie aeree britanniche; anche il lancio di quattro missili Sea Dart a lungo raggio il 22 aprile da un cacciatorpediniere verso un altro 707 in missione di ricognizione non ebbe esito, ma visto il rischio elevato le missioni ebbero termine.

## La fine delle operazioni
La resa argentina firmata dal generale Menendez portò al sollecito rimpatrio dei prigionieri argentini attraverso le navi delle due parti. Le mine terrestri disseminate in vari punti strategici dell'isola rimasero un problema serio per molto tempo, sia per gli uomini che per gli animali delle isole, anche perché di alcuni non esistevano mappe; ancora nel 2012 opera sul posto un distaccamento dei Royal Engineers, il 33 Engineer Regiment (EOD), che ha tra i suoi compiti il brillamento degli ordigni inesplosi e la marcatura dei campi minati. Grandi quantità di armi e materiale militare vennero lasciate sul posto dalle forze argentine, e diversi aerei finirono in musei sul territorio britannico, come al Museo della RAF a Duxford, all'Imperial War Museum ed altre istituzioni.

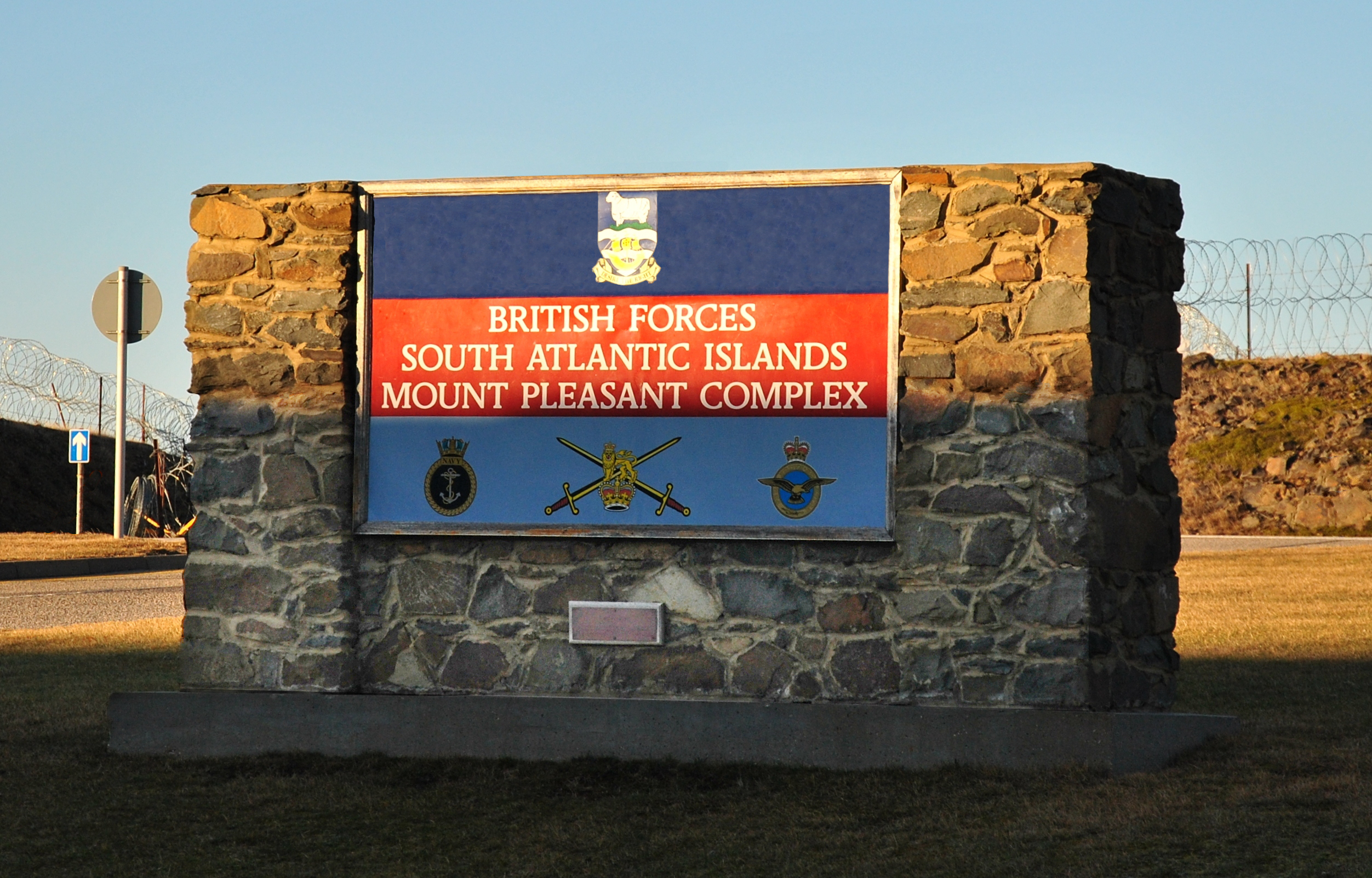
Ingresso del terminal di Mount Pleasant

In attesa che l'aeroporto di Port Stanley venisse allungato per permetterne l'uso ai velivoli a reazione, venne mantenuta una forza di reazione a terra, composta da Harrier e Sea Harrier, e da alcuni elicotteri, supportata dalla HMS Invincible e da alcune unità di scorta, così come un presidio militare. In seguito, alla Invincible venne dato il cambio da parte della HMS Illustrious, che allo scoppio del conflitto stava effettuando le prove in mare, poi alcuni Phantom II presero base sull'isola. Successivamente venne costruita la nuova base RAF Mount Pleasant, dalla quale operano gli Eurofighter e nella quale un Phantom è posto come gate guardian.